# Polonia all'Eurovision Song Contest
La Polonia ha debuttato all'Eurovision Song Contest nel 1994 conquistando immediatamente un secondo posto in classifica, miglior risultato acquisito. Nel 2012 non ha partecipato a causa degli alti costi dei diritti televisivi per gli Europei di calcio 2012 di cui il paese era ospite, sommati a quelli delle Olimpiadi di Londra. Torna in gara nel 2014. Nel 2015 la rappresentante Monika Kuszyńska è diventata la prima disabile in sedia a rotelle ad esibirsi all'Eurovision.

## Partecipazioni
- Primo posto
- Secondo posto
- Terzo posto
- Ultimo posto

| Anno                                    | Artista                    | Canzone                        | Lingua                                     | Posizione           | Posizione           | Posizione                | Posizione                |
| Anno                                    | Artista                    | Canzone                        | Lingua                                     | Finale              | Punti               | Semi                     | Punti                    |
| --------------------------------------- | -------------------------- | ------------------------------ | ------------------------------------------ | ------------------- | ------------------- | ------------------------ | ------------------------ |
| 1994                                    | Edyta Górniak              | To nie ja                      | Polacco                                    | 2º                  | 166                 | Niente semifinali        | Niente semifinali        |
| 1995                                    | Justyna Steczkowska        | Sama                           | Polacco                                    | 18º                 | 15                  | Niente semifinali        | Niente semifinali        |
| 1996                                    | Kasia Kowalska             | Chcę znać swój grzech...       | Polacco                                    | 15º                 | 31                  | 15º                      | 42                       |
| 1997                                    | Anna Maria Jopek           | Ale jestem                     | Polacco                                    | 11º                 | 54                  | Niente semifinali        | Niente semifinali        |
| 1998                                    | Sixteen                    | To takie proste                | Polacco                                    | 17º                 | 19                  | Niente semifinali        | Niente semifinali        |
| 1999                                    | Mietek Szcześniak          | Przytul mnie mocno             | Polacco                                    | 18º                 | 17                  | Niente semifinali        | Niente semifinali        |
| Nessuna partecipazione nel 2000         |                            |                                |                                            |                     |                     | Niente semifinali        | Niente semifinali        |
| 2001                                    | Piasek                     | 2 Long                         | Inglese                                    | 20º                 | 11                  | Niente semifinali        | Niente semifinali        |
| Nessuna partecipazione nel 2002         |                            |                                |                                            |                     |                     | Niente semifinali        | Niente semifinali        |
| 2003                                    | Ich Troje                  | Keine Grenzen – Żadnych granic | Tedesco, polacco, russo                    | 7º                  | 90                  | Niente semifinali        | Niente semifinali        |
| 2004                                    | Blue Café                  | Love Song                      | Inglese, spagnolo                          | 17º                 | 27                  | Top 11 l'anno precedente | Top 11 l'anno precedente |
| 2005                                    | Ivan & Delfin              | Czarna dziewczyna              | Polacco, russo                             | Non qualificata     | Non qualificata     | 11º                      | 81                       |
| 2006                                    | Ich Troje feat. Real McCoy | Follow My Heart                | Inglese, polacco, tedesco, russo, spagnolo | Non qualificata     | Non qualificata     | 11º                      | 70                       |
| 2007                                    | The Jet Set                | Time to Party                  | Inglese                                    | Non qualificata     | Non qualificata     | 14º                      | 75                       |
| 2008                                    | Isis Gee                   | For Life                       | Inglese                                    | 24º                 | 14                  | 10º                      | 42                       |
| 2009                                    | Lidia Kopania              | I Don't Wanna Leave            | Inglese                                    | Non qualificata     | Non qualificata     | 12º                      | 43                       |
| 2010                                    | Marcin Mroziński           | Legenda                        | Inglese, polacco                           | Non qualificata     | Non qualificata     | 13º                      | 44                       |
| 2011                                    | Magdalena Tul              | Jestem                         | Polacco                                    | Non qualificata     | Non qualificata     | 19º                      | 18                       |
| Nessuna partecipazione dal 2012 al 2013 |                            |                                |                                            |                     |                     |                          |                          |
| 2014                                    | Donatan & Cleo             | My Słowianie - We Are Slavic   | Polacco, inglese                           | 14º                 | 62                  | 8º                       | 70                       |
| 2015                                    | Monika Kuszyńska           | In the Name of Love            | Inglese                                    | 23º                 | 10                  | 8º                       | 57                       |
| 2016                                    | Michał Szpak               | Color of Your Life             | Inglese                                    | 8º                  | 229                 | 6º                       | 151                      |
| 2017                                    | Kasia Moś                  | Flashlight                     | Inglese                                    | 22º                 | 64                  | 9º                       | 119                      |
| 2018                                    | Gromee feat. Lukas Meijer  | Light Me Up                    | Inglese                                    | Non qualificata     | Non qualificata     | 14º                      | 81                       |
| 2019                                    | Tulia                      | Fire of Love (Pali się)        | Polacco, inglese                           | Non qualificata     | Non qualificata     | 11º                      | 120                      |
| 2020                                    | Alicja                     | Empires                        | Inglese                                    | Edizione cancellata | Edizione cancellata | Edizione cancellata      | Edizione cancellata      |
| 2021                                    | Rafał                      | The Ride                       | Inglese                                    | Non qualificata     | Non qualificata     | 14º                      | 35                       |
| 2022                                    | Ochman                     | River                          | Inglese                                    | 12º                 | 151                 | 6º                       | 198                      |
| 2023                                    | Blanka                     | Solo                           | Inglese                                    | 19º                 | 93                  | 3º                       | 124                      |
| 2024                                    | Luna                       | The Tower                      | Inglese                                    | Non qualificata     | Non qualificata     | 12º                      | 35                       |
| 2025                                    | Justyna Steczkowska        | Gaja                           | Polacco, inglese                           | 14º                 | 156                 | 7º                       | 85                       |

Note:
- Nel 2008 una giuria aveva il compito di ripescare un paese tra quelli classificatisi al di sotto del nono posto.
- Se un paese vince l'edizione precedente, non deve competere nelle semifinali nell'edizione successiva. Inoltre, dal 2004 al 2007, i primi dieci paesi che non erano membri dei Big 4 non dovevano competere nelle semifinali nell'edizione successiva. Se, ad esempio, Germania e Francia si collocavano tra i primi dieci, i paesi che si erano piazzati all'11º e al 12º posto avanzavano alla serata finale dell'edizione successiva insieme al resto della top 10.

## Statistiche di voto
Fino al 2025, le statistiche di voto della Polonia sono:
| # | Stato    | Punti |
| - | -------- | ----- |
| 1 | Ucraina  | 202   |
| 2 | Svezia   | 137   |
| 3 | Norvegia | 96    |
| 4 | Italia   | 81    |
| 5 | Svizzera | 74    |

| # | Stato       | Punti |
| - | ----------- | ----- |
| 1 | Germania    | 89    |
| 2 | Regno Unito | 76    |
| 3 | Irlanda     | 67    |
| 4 | Ucraina     | 61    |
| 5 | Francia     | 59    |

| # | Stato     | Punti |
| - | --------- | ----- |
| 1 | Ucraina   | 277   |
| 2 | Svezia    | 213   |
| 3 | Norvegia  | 151   |
| 4 | Australia | 147   |
| 5 | Belgio    | 124   |

| # | Stato       | Punti |
| - | ----------- | ----- |
| 1 | Germania    | 175   |
| 2 | Regno Unito | 160   |
| 3 | Irlanda     | 142   |
| 4 | Ucraina     | 130   |
| 5 | Belgio      | 122   |

## Altri premi ricevuti

### Barbara Dex Award
Il Barbara Dex Award è un riconoscimento non ufficiale con il quale viene premiato l'artista peggio vestito all'Eurovision Song Contest. Prende il nome dall'omonima artista belga che nell'edizione del 1993 si è presentata con un abito che lei stessa aveva confezionato e che aveva attirato l'attenzione negativa dei commentatori e del pubblico.
| Anno | Categoria         | Artista | Canzone | Compositore      |
| ---- | ----------------- | ------- | ------- | ---------------- |
| 2001 | Barbara Dex Award | Piasek  | 2 Long  | Robert Chojnacki |